# Alcis albifera
Alcis albifera là một loài bướm đêm trong họ Geometridae.